# Кентрон (телеканал)
«Кентрон» (арм. Կենտրոն, Центр) — частный информационно-развлекательный телеканал в Армении. Телекомпанию основало ЗАО «Мульти Медия Кентрон ТВ» в 23 июля 2002 году. Вещание ведётся на армянском языке, сигнал охватывает бо́льшую часть (85 %) Армении. Штаб-квартира находится в Ереване. Канал также доступен абонентам трёх операторов кабельного телевидения «Interactive», «Ucom» и «Eurocable». С 2010 года телеканал начал спутниковое вещание по Европе, Ближнему Востоку, Центральной Азии и Северной Африки со спутников «Hot Bird», «Hispasat» и «Galaxy».
В октябре 2004 трансляция телепрограммы «Радио Свободы» на телеканале «Кентрон» прекращена.
24 декабря 2019 в общине Овташен Араратской области несколько десятков жителей напали на журналиста и оператора телекомпании «Кентрон», нанесли им побои, повредили камеру. Журналистские организации Армении распространили совместное заявление, в котором осудили случай насилия.
Телеканал сотрудничает с фаультетом журналистики Ереванского государственного университета.

## Программы
Информационно-политические
- Эпицентр
- Урвагиц
- Армянская пятница

Социальные
- Социальный диалог
- Улицы Еревана

Образовательные
- Будь здоров!
- Страницы истории
- Ереванские списки

Развлекательные
- Начнём сначала
- Случай
- Обратная сторона Вардананк
- МузКафе
- Переполох
- Форум красоты
- Антивирус

Спортивные
- Бойцовский клуб
- Спортцентр

Культура и искусство
- Перед зеркалом
- Культурная сфера
- Великие искусства

Детские
- Наш алфавит
- Мультикник
- Великолепная семёрка

Сериалы
- Сваты
- Папаши